# Pupki (powiat ostródzki)
Pupki – osada leśna w Polsce położona w województwie warmińsko-mazurskim, w powiecie ostródzkim, w gminie Łukta. Miejscowość wchodzi w skład sołectwa Wynki.
Nazwę Pupki wprowadzono urzędowo w 1950 r., zastępując poprzednią niemiecką nazwę Pupken.
W latach 1975–1998 miejscowość należała administracyjnie do województwa olsztyńskiego.